# Raoul Paoli
Jacques Marie Lucien Raoul Paoli (* 24. November 1887 in Courtalain; † 23. März 1960 in Paris) war ein französischer Leichtathlet, Ringer, Rugbyspieler, Boxer und Filmschauspieler.

## Biografie
Paoli nahm viermal an Olympischen Sommerspielen (1912, 1920, 1924 und 1928) teil. Bei allen Spielen trat er im Kugelstoßen an. Zudem war er Fahnenträger der französischen Mannschaft bei der Eröffnungsfeier der Spiele 1912 und nahm im Ringen teil. 1928 trat er zudem im Diskuswurf an.
Mit Stade Français wurde er Französischer Rugby-Union-Meister und spielte von 1911 bis 1912 dreimal für die Französische Rugby-Union-Nationalmannschaft. Auch im Boxen konnte Paoli nationaler Meister werden. In den 1920er Jahren war er mit Violette Morris ein Paar und als Filmschauspieler aktiv. 1933 war er einer der Gründer des französischen Ringerverbands Fédération française de catch professionnel.

## Ergebnisse bei den Olympischen Spielen
| Jahr | Disziplin                                 | Ergebnis |
| ---- | ----------------------------------------- | -------- |
| 1912 | Kugelstoßen                               | 16. Rang |
| 1912 | Griechisch-römisches Ringen Schwergewicht | 1. Runde |
| 1920 | Kugelstoßen                               | 12. Rang |
| 1924 | Kugelstoßen                               | 9. Rang  |
| 1928 | Kugelstoßen                               | 18. Rang |
| 1928 | Diskuswurf                                | 29. Rang |

## Filmografie
- 1922: Madame Beudets sonniges Lächeln (La souriante Madame Beudet)
- 1922: Possession
- 1924: Terreur
- 1925: Madame Sans-Gêne
- 1926: Nitchevo
- 1927: Senorita
- 1927: The Coward
- 1927: König Harlekin (The Magic Flame)
- 1928: Der weiße Harem (Beau Sabreur)
- 1928: Woman Wise
- 1928: The Olympic Hero
- 1928: A Night of Mystery
- 1930: Safety in Numbers
- 1931: La piste des géants